# سلجوق بیرقدار
حشمتلا سلجوق بیرقدار (ترکی استانبولی: Selçuk Bayraktar) مهندس صنایع نظامی، مدیر فنی، رئیس مشترک شرکت بایکار و داماد رجب طیب اردوغان، رئیس‌جمهوری ترکیه است.

## زندگی‌نامه
سلجوق غلامی بیرقدار که خانواده‌اش اصالتاً اهل شهر ترابزون است، ۷ اکتبر سال ۱۹۷۹، در ناحیه ساری‌یر شهر استانبول ترکیه به دنیا آمد. پدرش «اوزدمیر غلامی بیرقدار» مؤسس و صاحب شرکت بایکار است که در زمینه‌های صنایع هوافضایی، سیستم‌های هدایت رباتیک و هواپیماهای بدون سرنشین تخصص یافته‌است.
سلجوق غلامی بیرقدار آموزش خود را در دبیرستانی در استانبول آغاز کرده و سپس وارد کالج رابرت و در سال ۱۹۹۷ آز آنجا فارغ‌التحصیل شد. در همان سال در رشته مهندسی الکترونیک و مخابرات دانشگاه فنی استانبول پذیرفته شد. در دوران دانشجویی اش در این دانشگاه، متقاضی گذراندن دوره آموزشی در آزمایشگاه «گراسپ» دانشگاه پنسیلوانیا شد که درخواستش پذیرفته شد. با کسب بورس تحصیلی، در میان سال‌ها ۲۰۰۲ تا ۲۰۰۴ در کارشناسی ارشد رشته هواپیماهای بدون سرنشین دانشگاه پنسیلوانیا به ادامه تحصیل پرداخت.
دوباره با اخذ بورس تحصیلی، مدرک دوم کارسناسی ارشد خود در رشته کنترل مانورهای سخت پهپادها را از مؤسسه فناوری ماساچوست به دست آورد.

## فعالیت
سلجوق بیرقدار بعد از اتمام تحصیل در ایالات متحده آمریکا در سال ۲۰۰۷ به ترکیه بازگشت. در شرکت بایکار که متعلق به خانواده اش است، به عنوان مدیر فنی فعالیت‌های شغلی خود را شروع نمود. عمده فعالیت‌های خود را روی عرصه‌های پهپادها، سامانه‌های الکترونیکی هوانوردی، الگوریتم جستجو، پویایی سینماتیک و سیستم، توسعه سامانه نهفته، تجهیزات الکترونیکی و غیره… که در حال پیشپرد از سوی دولت ترکیه بودند، متمرکز کرد. بیرقدار تی‌بی۲ که یکی از فراورده‌های سلجوق بیرقدار و تیم فنی وی هست، مورد استفاده گسترده نیروهای مسلح ترکیه در عملیات‌های نظامی علیه پ‌ک‌ک، و نیز در جنگ داخلی سوریه و جنگ داخلی دوم در لیبی واقع شد. این پهپادها را نیروهای مسلح جمهوری آذربایجان نیز در طی جنگ دوم قره‌باغ علیه ارتش ارمنستان به کار بست. سلجوق بیرقدار همچنین طراح و سازنده پهپاد کوچگ بیرقدار می‌باشد، که اولین هواپیمای بدون سرنشین ناوگان نیروی هوایی ارتش ترکیه به حساب می‌آید. وی نقش بسزایی در ساخت بیرقدار آکینجی، اولین پهپاد آفندی ترکیه داشت.
سلجوق بیرقدار مؤسس «بنیاد گروه فناوری ترکیه» است، که با هدف تشویق و ترغیب گروه‌های مختلف سنی علاقه‌مند به فناوری به انجام تحقیقات در آن بنیاد تأسیس شده‌است. در کنار این فعالیت‌ها وی برگزار کننده جشنواره «تکنوفست» بود، که برای نمایش دستاوردهای صنعت هوافضای ترکیه برپا شده‌بود.
بعد از شیوع کروناویروس در چین و سرایت سریع آن به سرتاسر جهان، در ۲۲ مارس ۲۰۲۰ شرکت بایکار با همکاری شرکت‌های آرچلیک، آسلسان و «بیویس» ترکیه، اقدام به تولید ۵۰۰۰ دستگاه تنفس مصنوعی کرده و تا ۲۰ آوریل نخستین محموله که شامل ۱۰۰ دستگاه بود، را در اختیار چند بیمارستان گذاشت.

## نشان
- در ۱ ماه آوریل سال ۲۰۲۱، الهام علی‌اف، رئیس‌جمهور آذربایجان، به سلجوق بیرقدار نشان قره‌باغ اعطا کرد.[۱۳][۱۴]

## زندگی شخصی
سلجوق بیرقدار در سال ۲۰۱۶ با سمیه اردوغان، دختر رئیس‌جمهور ترکیه، ازدواج کرد، که حاصل آن ۱ فرزند است. وی گواهینامه خلبانی ویژه را داراست.